# Detlef Gosselck
Detlef Gosselck (* 13. Juli 1940 in Mecklenburg; † 14. November 2013 bei Trebbin) war ein deutscher Kunstlehrer, Maler, Galerist, Autor und Kunstfälscher.

## Leben
Detlef Gosselck wurde 1940 geboren. Nach dem Abschluss der Schule studierte er Kunst und war daneben als freischaffender Maler tätig. Detlef Gosselck wollte Lehrer werden. In den 50er Jahren studierte er am Institut für Lehrerbildung. Mit einer Agitprop-Gruppe zog er über Land, um in den Dörfern für den LPG-Beitritt zu werben. Als er erlebte, wie mit Bauern umgesprungen wurde, die sich dem Genossenschaftsbeitritt widersetzen, kamen ihm Zweifel an der Partei. 1961 übersiedelte er aus der DDR nach West-Berlin, wo er von 1961 bis 1964 an der  Pädagogischen Hochschule Berlin studierte.
In seiner Tätigkeit als Kunstlehrer war er auch Studienleiter an der  Europäischen Akademie Berlin.
Gosselck war nach seiner Pensionierung Inhaber der Galerie Art.Dego in Berlin-Schöneberg. Außerdem betätigte er sich regelmäßig als Auktionator bei Kunstversteigerungen, bei denen gelegentlich auch Bilder der 1969 verstorbenen Malerin Lou Albert-Lasard zum Aufruf kamen, die in der ersten Hälfte des 20. Jahrhunderts in Berlin lebte und wirkte.
Im November 2013 wurde bekannt, dass Gosselck über 100 Bilder dieser Malerin in den Jahren ab 2003 selbst gefertigt, mit einem nachgemachten Nachlassstempel versehen und in den internationalen Kunstmarkt geschleust hatte. Die Kriminalpolizei vermutet einen Schaden von circa 100.000 Euro.

## Tod
Laut Presseangaben begab sich der 73-jährige Gosselck nach einem vollen Geständnis, das er am 14. November bei der Kriminalpolizei Berlin ablegte, in ein Waldstück bei Trebbin, wo er am 17. November 2013 tot aufgefunden wurde. Beerdigt wurde er auf dem Alter St.-Matthäus-Kirchhof Berlin.

## Veröffentlichungen
- Lou Albert-Lasard: “Die Mappe”. Zeichnungen und Skizzen aus dem Alltag eines französischen Internierungslagers. Hrsg. von Detlef Gosselck und Hans-Günter Goldbeck-Löwe. Ed. Goldbeck-Löwe, Berlin 2010, ISBN 978-3-937556-35-2.
- Edition Goldbeck - Löwe Nov.2000 Texte: „Ich bin bei ihr unten durch“ zur Ausstellung von Harald Wolff im Schöneberger Atelier Bildfang (Edition Goldbeck - Löwe Private Drucke)